# Stanton (Michigan)
Pour les articles homonymes, voir Stanton.
Stanton est une ville située dans l’État américain du Michigan. Elle est le siège du comté de Montcalm. Selon le recensement de 2000, sa population est de 1 504 habitants.